# Figueiredo (Amares)
Figueiredo é uma localidade portuguesa do Município de Amares que foi sede da extinta Freguesia de Figueiredo, freguesia que tinha 3,19 km² de área e 1 104 habitantes (2011), e, por isso, uma densidade populacional de 346,1 hab/km².
A Freguesia de Figueiredo foi extinta (agregada) em 2013, no âmbito de uma reforma administrativa nacional, tendo sido agregada à freguesia de Amares, para formar uma nova freguesia denominada União das Freguesias de Amares e Figueiredo.

## População
| População da freguesia de Figueiredo (1864 – 2011) | População da freguesia de Figueiredo (1864 – 2011) | População da freguesia de Figueiredo (1864 – 2011) | População da freguesia de Figueiredo (1864 – 2011) | População da freguesia de Figueiredo (1864 – 2011) | População da freguesia de Figueiredo (1864 – 2011) | População da freguesia de Figueiredo (1864 – 2011) | População da freguesia de Figueiredo (1864 – 2011) | População da freguesia de Figueiredo (1864 – 2011) | População da freguesia de Figueiredo (1864 – 2011) | População da freguesia de Figueiredo (1864 – 2011) | População da freguesia de Figueiredo (1864 – 2011) | População da freguesia de Figueiredo (1864 – 2011) | População da freguesia de Figueiredo (1864 – 2011) | População da freguesia de Figueiredo (1864 – 2011) |
| -------------------------------------------------- | -------------------------------------------------- | -------------------------------------------------- | -------------------------------------------------- | -------------------------------------------------- | -------------------------------------------------- | -------------------------------------------------- | -------------------------------------------------- | -------------------------------------------------- | -------------------------------------------------- | -------------------------------------------------- | -------------------------------------------------- | -------------------------------------------------- | -------------------------------------------------- | -------------------------------------------------- |
| 1864                                               | 1878                                               | 1890                                               | 1900                                               | 1911                                               | 1920                                               | 1930                                               | 1940                                               | 1950                                               | 1960                                               | 1970                                               | 1981                                               | 1991                                               | 2001                                               | 2011                                               |
| 508                                                | 535                                                | 542                                                | 547                                                | 601                                                | 545                                                | 581                                                | 622                                                | 732                                                | 792                                                | 844                                                | 758                                                | 810                                                | 1 040                                              | 1 104                                              |

## História
Integrava o concelho de Entre Homem e Cávado, extinto em 31 de Dezembro de 1853, data em que passou para o concelho de Amares.

## Património
- Aqueduto de Cales
- Casa da Ribeira II
- Portal armoreado da Casa da Torre de Vilar